# مینامی-کو، ساکای

بخش مینامی، ساکای (به ژاپنی: 南区 Minami-ku) یکی از مناطق شهر ساکای در استان اوساکا در ژاپن است.